# Zane Grey

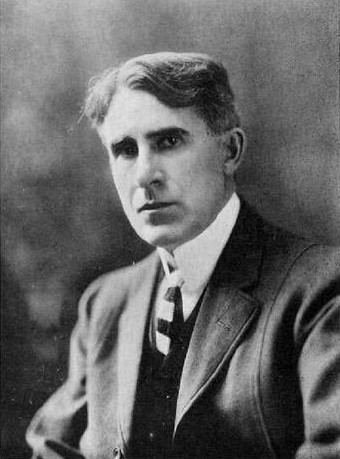
Zane Grey

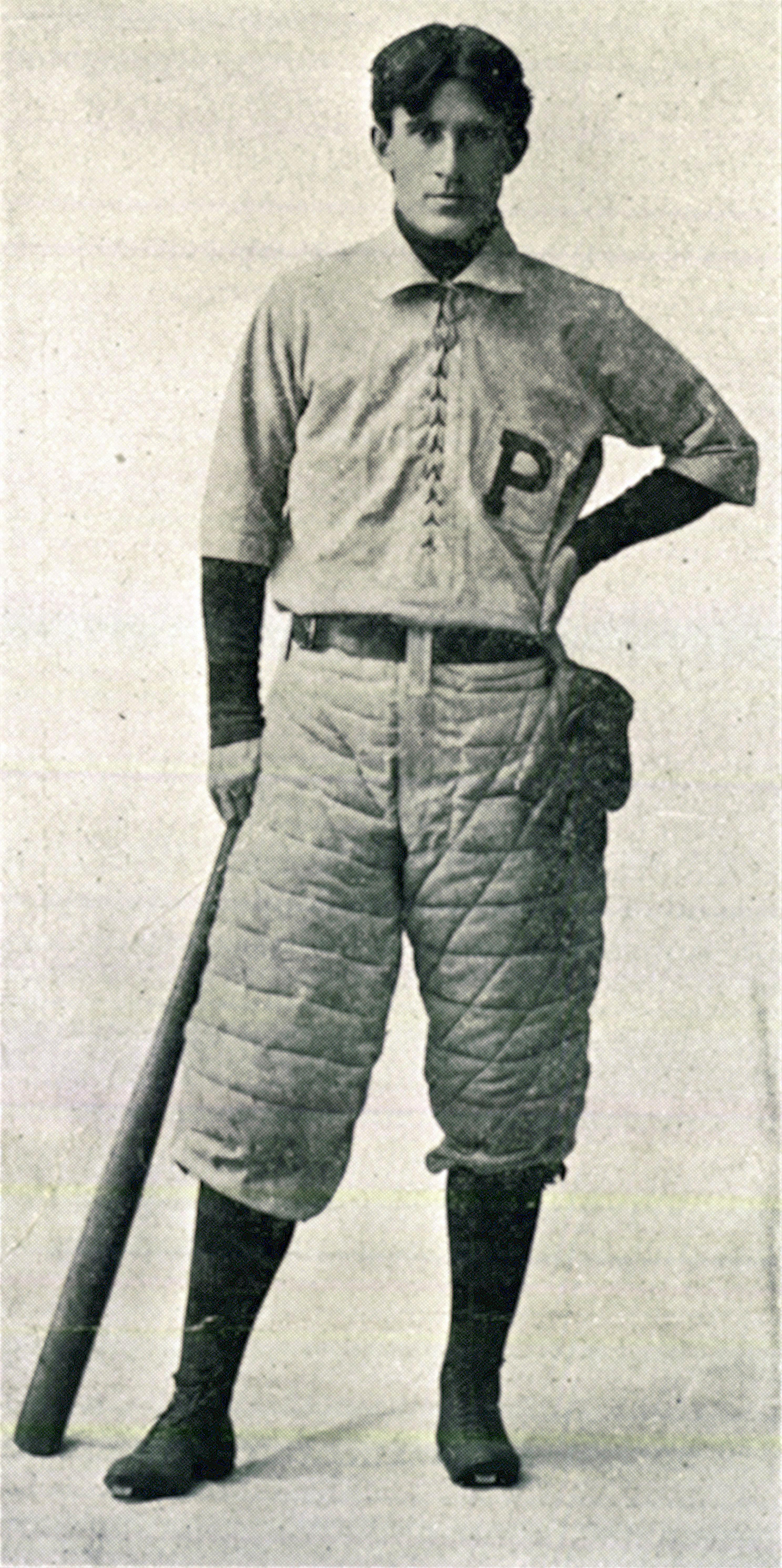
Zane Grey, 1895

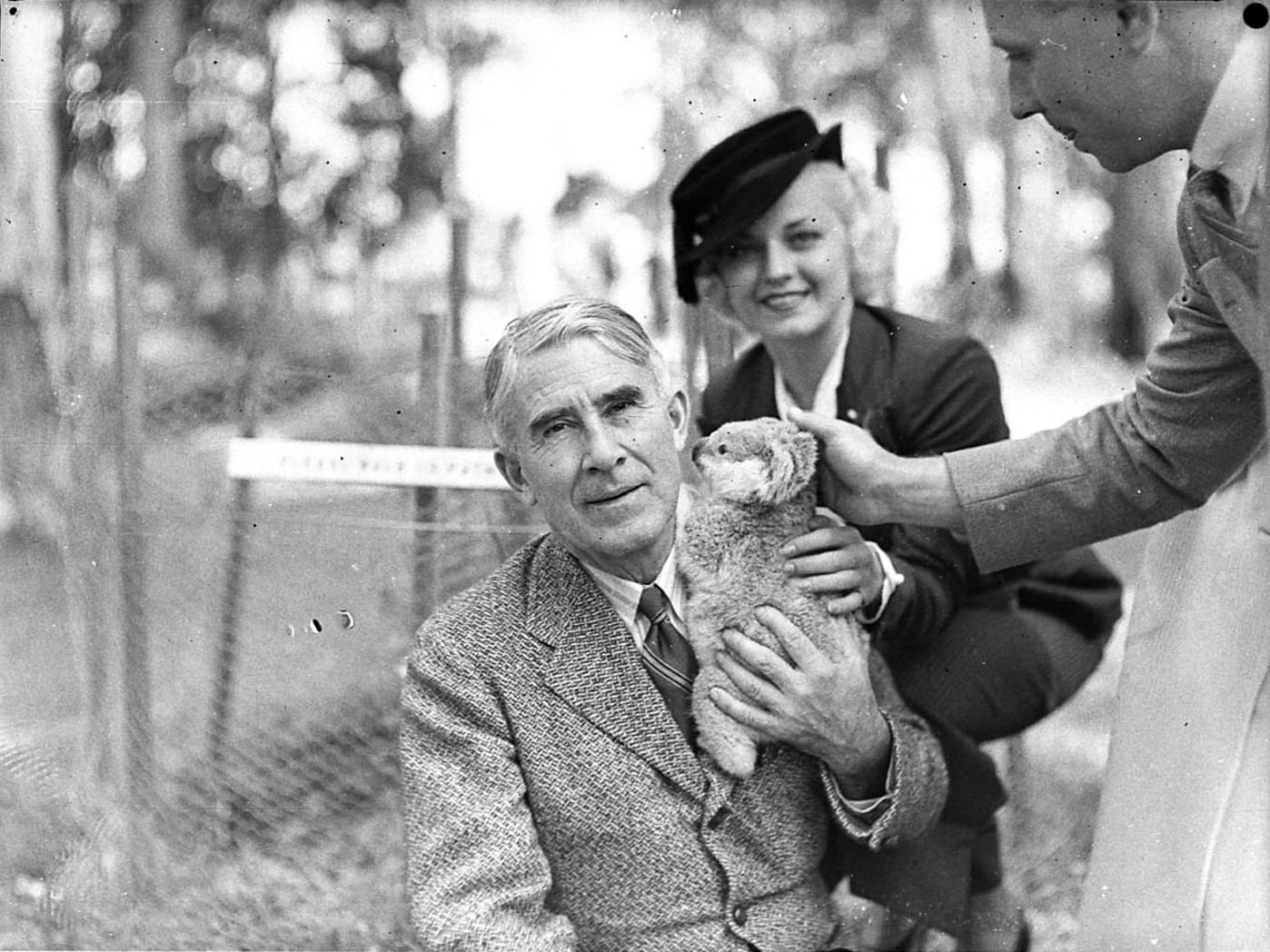
Zane Grey in Australien, vor 1933

Zane Grey, eigentlich Pearl Zane Gray (* 31. Januar 1872 in Zanesville, Ohio; † 23. Oktober 1939 in Altadena, Kalifornien) war ein amerikanischer Schriftsteller, der vor allem durch seine Wildwestromane bekannt wurde.

## Leben
Zane Grey wurde in Zanesville, einem kleinen Ort in Ohio geboren, den sein Urgroßvater Ebenezer Zane gegründet hatte, studierte Zahnmedizin und praktizierte als Zahnarzt. Nachdem er auf Reisen den amerikanischen Westen kennengelernt hatte, begann er sich für das Leben in dieser Region und die Geschichte des Westens zu interessieren. Schon 1902 hatte er einen ersten Artikel in einer Zeitschrift veröffentlichen können, aber bis zu seinem ersten großen schriftstellerischen Erfolg dauert es noch einige Jahre. 1910 erschien sein Roman The Heritage of the Desert und wurde zum Bestseller. In den nächsten Jahren folgte ein Erfolg dem anderen, darunter waren so bekannte Werke wie The Riders of the Purple Sage (1912, später Namensgeber für die Band New Riders of the Purple Sage) oder Die Grenzlegion, die vom Publikum begeistert aufgenommen und vielfach auch mehrmals verfilmt wurden.
Grey wurde zum Bestsellerautor und zum wichtigsten Repräsentanten des amerikanischen Western in den ersten vier Jahrzehnten des 20. Jahrhunderts.
Überwiegend schrieb er Romane, die das Leben im Westen der Vereinigten Staaten romantisierten, die die Eroberung des Westens aus dem Blickwinkel der Weißen schilderten, die aber auch ein zumindest in Umrissen akkurates Bild des historischen Westens boten. Neben den Wildwestromanen veröffentlichte Grey zahlreiche weitere Bücher, z. B. über Fischen und Angeln.
Seine Bücher erschienen fast immer auch in Zeitschriften oder Pulp-Magazinen und wurden nach der Buchveröffentlichung oft auch als Fortsetzungsromane in Zeitungen nachgedruckt. Ab 1927 (Die Grenzlegion, im Original The Border Legion) wurden eine Vielzahl seiner Werke auch ins Deutsche übersetzt und erreichten auch hier ein breites Publikum.
Zane Grey, der mehr als 90 Bücher, zahlreiche Erzählungen und Artikel in Zeitschriften publiziert hatte, verstarb am 23. Oktober 1939. Zu diesem Zeitpunkt waren mehr als 27 Millionen seiner Bücher verkauft worden.

## Künstlerisches Schaffen
Zane Grey gehörte zu den wichtigsten Westernautoren überhaupt. Seine Werke erlebten in den USA Millionenauflagen und auch die Übersetzungen in andere Sprachen waren sehr erfolgreich. Hinzu kamen zahlreiche Verfilmungen seiner Bücher, in denen u. a. Randolph Scott oder George Montgomery die Hauptrollen spielten.
Die Romane zeigen Greys Liebe für die Landschaften und die Menschen des Westens, sie bieten oft eine romantische Liebesgeschichte und sind bei weitem nicht so aktionsbetont wie moderne Westernromane. Sie folgen zumeist traditionellen Erzählmustern, wobei betont sei, dass Grey den Städtern des amerikanischen Ostens den Westen und seine Ehr- und Moralbegriffe oft als positives Gegenbild präsentierte.
Greys Biograph Frank Gruber – selbst ein erfolgreicher Western- und Kriminalschriftsteller – schreibt, dass The Riders of the Purple Sage und The U.P. Trail, die besten Western seien, die er je gelesen habe.
In Deutschland erschienen Greys Romane zumeist in Buchform (Wildwestromane), gelegentlich aber auch als Groschenhefte. Die Übersetzungen wurden oftmals gekürzt. Zu Greys deutschen Verlagen gehörten Knaur, AWA, Heyne und Bastei. Auch die Verfilmungen fanden oftmals den Weg in die deutschen Kinos oder auf die deutschen Fernsehbildschirme.

## Werke (Auswahl)

### Angelgeschichten
- Tales of fishes. Harper, New York 1919.
- Tales of southern rivers. Harper, New York 1924.
- Tales of fishing virgin seas. Harper, New York 1925.
- Tales of the angler's Eldorado, New Zealand. Harper, New York 1926.
- Tales of the fresh water fishing. Harper, New York 1926.

### Sportromane
- The short stop. Harper, New York 1906.
- The young pitcher. Harper, New York 1911.
- The redheaded outfield and other baseball stories. Harper, New York 1920.

### Wildwestromane
- Betty Zane. 1903.
  - deutsch: Betty Zane. Heyne, München 1979, ISBN 3-453-20390-9.[1]
  - deutsch: Betty Zane. Das Heldenmädchen von Fort Henry. Deutscher Literatur-Verlag, Hamburg 1982, ISBN 3-87152-079-9. (EA Berlin 1928)[2]
  - deutsch: Betty Zane. Verlag von Th. Knaur Nachf., Berlin W 50 ca. 1930, übersetzt von Paul Baudisch
- Spirit of the border. 1906.
  - deutsch: Männer der Grenze. Ibis-Verlag, Wien 1950 (EA Berlin 1930)[2]
  - deutsch: Männer der Grenze. Heyne, München 1965 (EA München 1952)[1]
- The last of the plainsmen. 1908.
  - deutsch: Der letzte, der Präriejäger. Knaur, Berlin 1930.[2]
  - deutsch: Der letzte Präriejäger. Heyne, München 1974, ISBN 3-453-20200-7. (EA München 1952)[1]
- The last trail. 1906.
  - deutsch: Die letzte Spur. Knaur, Berlin 1930.[2]
  - deutsch: Die letzte Spur. Heyne, München 1982, ISBN 3-453-20497-2 (EA München 1952)[1]
- The heritage of the desert. 1910.
  - deutsch: Das Erbe der Wildnis. Knaur, Berlin 1930.[2]
  - deutsch: Das Erbe der Wildnis. Heyne, München 1973 (EA München 1953)[1]
- The riders of the purple sage. 1912.
  - deutsch: Das Gesetz der Mormonen. Knaur, Berlin 1928.[2]
  - deutsch: Das Gesetz der Mormonen. AWA-Verlag, München 1952.[1]
- Desert Gold. 1913.
  - deutsch: Wüstengold. Knaur, Berlin 1929.[2]
  - deutsch: Wüstengold. Heyne, München 1971.[1]
- The light of western stars. 1914.
  - deutsch: Unter dem Licht der westlichen Sterne. Knaur, Berlin 1929.[2]
  - deutsch: Unter dem Licht der westlichen Sterne. AWA-Verlag, München 1952.[1]
- The Lone Star Ranger. 1915.
  - deutsch: Der Texasreiter. Heyne, München 1967 (EA München 1954)[1]
  - deutsch: Der Texasreiter. Knaur, Berlin 1927.[3]
- The rainbow trail. 1915.
  - Deutsch: Dem Regenbogen nach. Knaur, Berlin 1930.[2]
  - deutsch: Dem Regenbogen nach. Heyne, München 1982, ISBN 3-453-20485-9 (EA München 1953)[1]
- The border legion. 1916.
  - deutsch: Die Grenzlegion. Knaur, Berlin 1931.[2]
  - deutsch: Die Grenzlegion. Heyne, München 1968 (EA München 1952)[1]
- Wildfire. 1917.
  - deutsch: Wildfeuer. AWA-Verlag, München 1953.[1]
- The UP trail. 1918.
  - deutsch: Der eiserne Weg. Knaur, Berlin 1927.[2]
  - deutsch: Der eiserne Weg. AWA-Verlag, München 1953.[1]
- The Vanishing American. Harper, New York 1925

### Werkausgaben
- Works. Black Books, Roslyn, N.Y. 1910/46 (60 Bde.)

## Verfilmungen
- Victor Fleming (Regie): Menschen zweier Welten. 1923 (nach „The Call of the Canyon“)
- George B. Seitz (Regie): Der Untergang der roten Rasse. 1925 (nach „The Vanishing American“)
- George B. Seitz (Regie): Im Tale der wilden Pferde. (nach Wild Horse Mesa)
- Lynn Reynolds (Regie): Der Rächer. 1925 (nach „Riders of the Purple Sage“)
- William K. Howard (Regie): Prärieteufel. 1925 (nach „The Thundering Herd“)
- George B. Seitz (Regie): Der Schrecken der Steinwüste. 1926 (nach „Desert Gold“)
- John S. Waters (Regie): Banditenehre. 1926 (nach „Forlorn River“)
- John S. Waters (Regie): Der Meuchelmörder von Nevada. 1927 (nach „Nevada“)
- Louis King (Regie): Die Sklavin der schwarzen Geier. 1932 (nach „Robber’s Roost“)
- Henry Hathaway (Regie): Flammenreiter. 1933 (nach „Sunset Pass“)
- Henry Hathaway (Regie): Mädchenraub in Wildwest. 1933 (nach „The Man of the Forest“)
- Otho Lovering (Regie): Das Tal des Todes. 1935 (nach „Wanderer of the Wasteland“)
- Charles Barton (Regie): Nevada. 1935 (nach „Nevada“)
- Charles Barton (Regie): Die Spielhölle von Wyoming. 1937 (nach „Born to West“)
- Charles Barton (Regie): Unter falschem Namen. 1937 (nach „Forlorn River“)
- Fritz Lang (Regie): Überfall der Ogalalla. 1941 (nach „Western Union“)
- George Waggner (Regie): Rächer ohne Waffen. 1947 (nach „Twin Sombreros“)
- Lew Landers (Regie): Der Colt sitzt locker. 1947 (nach „Thunder Mountain“)
- George Sherman (Regie): Die rote Schlucht. 1949 (nach „Wildfire“)
- Joseph Kane (Regie): Der letzte Indianer. 1955 (nach „The Vanishing American“)
- Sidney Salkow (Regie): Desperados. 1955 (nach „Robber's Roost“)
- Joseph Kane (Regie): Der Teufel von Colorado. 1956 („The Maverick Queen“)
- Charles Haid (Regie): Lassiter, erbarmungslos und gefährlich (nach „Riders of the Purple Sage“). 1996.